# Альва Баптісте
Альва Романус Баптіст — політичний діяч Сент-Люсії. Міністр закордонних справ, міжнародної торгівлі, цивільної авіації та у справах діаспори Сент-Люсії. Політичний діяч від Лейбористської партії Сент-Люсії. Він отримав мандат на загальних виборах, що відбулися 11 грудня 2006 року. Він також здобув переконливу перемогу на загальних виборах 2011, 2016 і 2021 років.

## Життєпис
Він отримав ступінь бакалавра авіаційного бізнес-адміністрування Аеронавтичного університету Ембрі-Рідл, Дейтона-Біч, Флорида (1998—2000). Він також має ступінь магістра наук з управління повітряним транспортом в Університеті Кренфілд, Велика Британія (2002—2003). Темою його дисертації було: Економічний вплив раціоналізації інфраструктури аеропорту Сент-Люсії: доцільність перетворення міжнародного аеропорту Хеванорра на ворота до країн OECS.
Альва Баптісте є експертом з авіації та повітряного транспорту з більш ніж 20-річним досвідом. У цій галузі він перебував на посадах помічника диспетчера повітряного руху (1985—1986); диспетчера управління повітряним рухом (1988—1997); Помічника керівника аеропорту: Міжнародний аеропорт Хеванорра (2001—2002); та був офіцером цивільної авіації: Міністерство цивільної авіації, Сент-Люсія (2003—2005).
Він також був парламентським представником Лейбористської партії Сент-Люсії (SLP) з 2006 року. Він був міністром закордонних справ, міжнародної торгівлі та цивільної авіації в адміністрації Кенні Ентоні в 2011—2016 роках.
З 2021 року є міністром закордонних справ, міжнародної торгівлі, цивільної авіації та у справах діаспори.